# Шевиот
Шевио́т (англ. cheviot) — плотная, тонкая, ворсистая ткань, производимая из шерстяной или смешанной пряжи, получаемой камвольным способом. Ткань вырабатывается саржевым переплетением. Традиционный шевиот изготавливается из шерсти шевиотских овец (Cheviot sheep) или других мериносоподобных овец.
Ой, Вань, гляди, какие карлики!

В джерси одеты — не в шевьот!

На нашей пятой швейной фабрике

Такое вряд ли кто пошьёт.
Название происходит от гор Чевиот-Хилс в Великобритании, но поскольку заимствование термина происходило, вероятно, не напрямую из английского языка, а через французский, первый звук в слове cheviot был заменён на «ш», а ударение с первого слога было перенесено на последний. Слово стало нарицательным.
Также шевиотом называется дешёвая ткань, производившаяся в Советском Союзе из крапивного волокна, и называемая так, возможно, за своё сходство с известной шерстяной тканью.
Из шевиота шьют мужские и женские костюмы, брюки, пальто, военное обмундирование.